# Viện Hàn lâm Khoa học Quốc gia Belarus

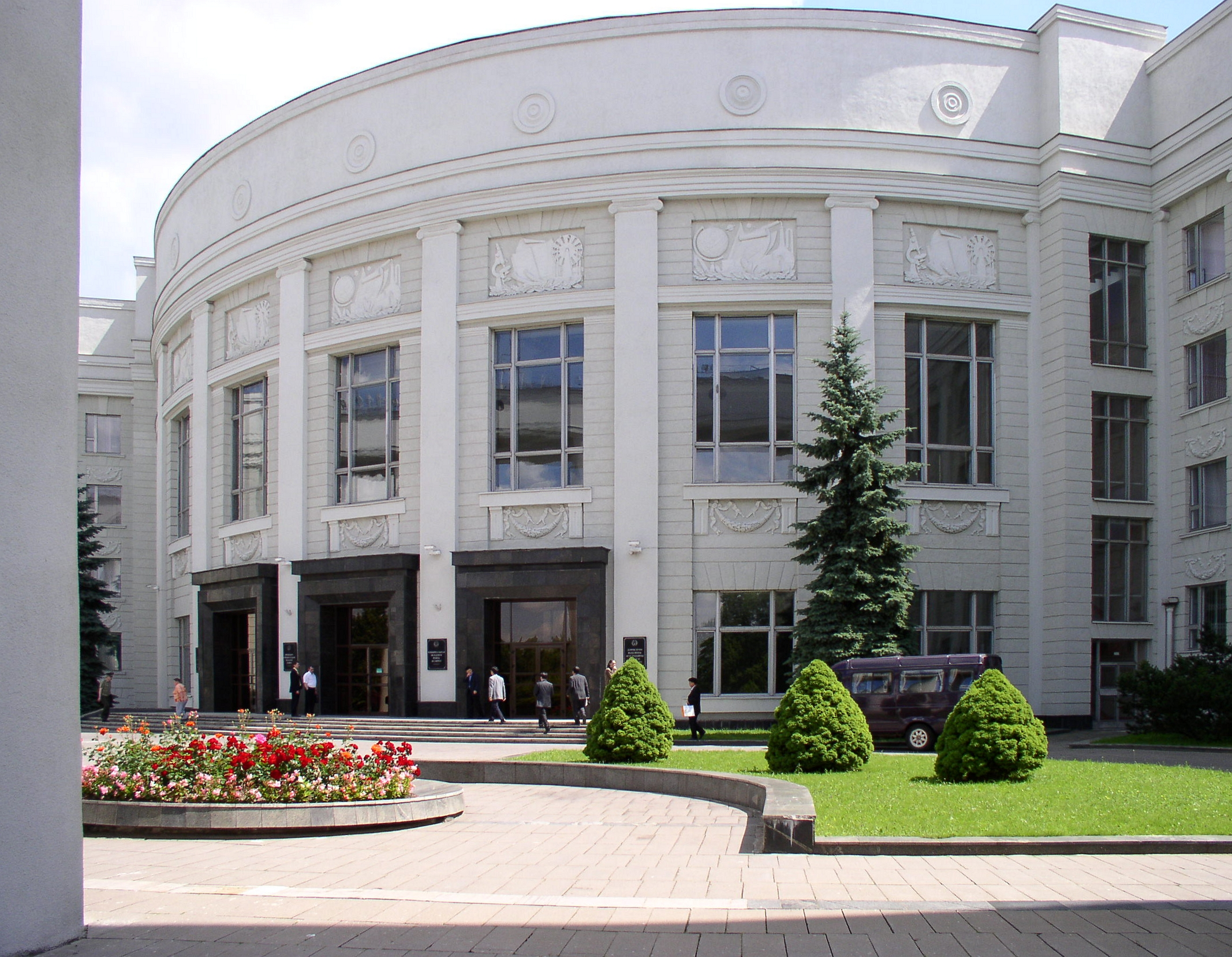
Viện Hàn lâm Khoa học Belarus, 2005

Viện Hàn lâm Khoa học Quốc gia Belarus (tiếng Belarus: Нацыянальная акадэмія навук Беларусі, tiếng Nga: Национальная академия наук Беларуси, НАН Беларуси, НАНБ), viết tắt theo tiếng Anh trong giao dịch là NASB (National Academy of Sciences of Belarus) là viện hàn lâm quốc gia của Belarus.
Chủ tịch đương nhiệm là Gusakov Vladimir Grigorievich, đảm trách 	từ năm 2013.

## Lịch sử
Viện được thành lập ngày 1 tháng 1 năm 1929 trên cơ sở Học viện Văn hóa Belarusia (Inbelkult, 1922—1928) được tổ chức lại theo Sắc lệnh của Ban Chấp hành Trung ương và Soviet Ủy ban Nhân dân nước Cộng hòa Xô viết Xã hội chủ nghĩa Byelorussia ngày 13/10/1928. 
Viện đã có nhiều tên gọi khác nhau:
- Viện Hàn lâm Khoa học Belarus năm 1928-1936;
- Viện Hàn lâm Khoa học nước Cộng hòa Xô viết Xã hội chủ nghĩa Byelorussia năm 1936-1991;
- Viện Hàn lâm Khoa học Belarus năm 1991-1997.

Lúc đầu hoạt động của Viện chỉ có 128 nhân viên, trong đó có 87 nhà khoa học. Đến năm 1941, Viện có 750 nhân viên và 12 chuyên ngành. Trong Thế chiến II, Viện đã được sơ tán đến Nga và các nước cộng hòa Xô viết khác. Viện đã chịu thiệt hại to lớn về cơ sở trang bị vật chất.
Sau chiến tranh kết thúc, tám viện bắt đầu hoạt động trở lại. Đến năm 1951 Viện có 29 chuyên ngành, 1234 nhân viên trong đó có 33 viện sỹ. Viện được hỗ trợ bởi chính phủ Belarus và Liên Xô cũng như các trung tâm khoa học hàng đầu ở Moskva, Leningrad và các thành phố khác của Liên Xô.
Trong lịch sử phát triển của mình, Viện Hàn lâm Khoa học Quốc gia Belarus đã phát triển thành một trung tâm khoa học đáng kính trọng. Đây là nơi làm việc của các nhà khoa học danh tiếng rộng khắp Liên Xô như Panas Achrem (Афанасій Андрэевіч Ахрэм, hóa học), Mikałaj Barysievič (vật lý), Fiodar Fiodaraŭ (vật lý), Vienijamin Vaciakoŭ (y học, sinh học), Uładzimier Ułaščy (y học).